# Fortress (film, 1992)
Pour les articles homonymes, voir Fortress.
Série Fortress
Fortress 2 : Réincarcération
(2000)
Pour plus de détails, voir Fiche technique et Distribution.
Fortress ou Forteresse au Québec est un film australo-américain réalisé par Stuart Gordon et sorti en 1992.

## Synopsis
En 2017, la Terre est en crise à cause de la surpopulation. Une règle est instaurée : chaque famille ne peut avoir qu'un seul enfant.
John Brennick et sa femme Karen enfreignent cette règle en raison de la mort de leur premier enfant. Ils sont condamnés à 31 ans de prison dans une prison à sécurité maximale de la société Men-Tel. Personne n'a réussi à s'en évader, c'est pourquoi on l'appelle la « Forteresse ».

## Fiche technique
Sauf indication contraire, les informations mentionnées dans cette section peuvent être confirmées par la base de données cinématographiques IMDb,  présente dans la section « Liens externes ».
- Titre original et français : Fortress
- Titre québécois : Forteresse
- Réalisation : Stuart Gordon
- Scénario : Troy Neighbors, Steven Feinberg, David Venable et Terry Curtis Fox, d'après une histoire de Troy Neighbors et Steven Feinberg
- Musique : Frédéric Talgorn
- Photographie : David Eggby
- Montage : Tim Wellburn
- Décors : David Copping
- Costumes : Terry Ryan
- Production : John Davis, John Flock, Michael Lake, Neal Nordlinger, Steven Feinberg et Troy Neighbors
- Sociétés de production : Davis Entertainment, Fortress Films et Village Roadshow Pictures
- Sociétés de distribution : Dimension Films (États-Unis), Columbia TriStar Films (France)
- Budget : entre 8 et 12 millions de dollars[1],[2]
- Pays de production :  Australie,  États-Unis
- Format : Couleurs - 1,85:1 - Dolby Surround - 35 mm
- Genre : action, science-fiction, dystopie
- Durée : 95 minutes
- Dates de sortie[3] : 
  - Hongrie : 9 octobre 1992 (Fantasy Film Festival)
  - Australie : 21 janvier 1993
  - France : 17 mars 1993
  - États-Unis : 3 septembre 1993
- Film interdit aux moins de 12 ans lors de sa sortie en France

## Distribution
- Christophe Lambert (VF : lui-même) : John Henry Brennick
- Kurtwood Smith (VF : Daniel Gall) : M. Poe, le directeur de la prison
- Loryn Locklin (VF : Michèle Buzynski) : Karen B. Brennick
- Clifton Collins Jr. (VF : Franck Capillery) : Nino Gomez
- Lincoln Kilpatrick (VF : Robert Liensol) : Abraham
- Jeffrey Combs (VF : Emmanuel Jacomy) : D-Day, le féru d'ordinateurs
- Tom Towles (VF : Jacques Frantz) : Stiggs, le copain de Maddox
- Vernon Wells (VF : Christian Pélissier) :  Maddox
- Carolyn Purdy-Gordon (VF : Véronique Augereau) : Zed-10 (voix)
- Alan Zitner (VF : William Sabatier) : le prisonnier claustrophobe
- Gaetan Wenders (VF : Bruno Choël) : Eric Brensons, messager du siège de Men-Tel
- Denni Gordon : la compagne de cellule de Karen
- Eric Briant Wells (VF : Joël Martineau) : le garde-frontière
- Dragicia Debert : le garde au bio scanner
- Heidi Stein : la femme enceinte

## Accueil

### Box-office
| Pays ou région    | Box-office        | Date d'arrêt du box-office | Nombre de semaines |
| ----------------- | ----------------- | -------------------------- | ------------------ |
| États-Unis Canada | 6 739 141 $       | n/a                        | n/a                |
| France            | 1 082 591 entrées |                            |                    |
| Australie         | 2 855 154 $       |                            |                    |
| Mondial           | 46 730 578 $      |                            |                    |

## Distinctions
Source : Internet Movie Database : 
- Nomination au Grand Prix lors du Festival international du film fantastique d'Avoriaz 1993.
- Nomination au prix du meilleur film de science-fiction, par l'Académie des films de science-fiction, fantastique et horreur en 1994.

## Suite
En 1999, sort la suite du film, Fortress 2 : Réincarcération (Fortress 2), réalisé par Geoff Murphy. Christophe Lambert reprend son rôle. John Brennick est ici toujours pourchassé par la société Men-Tel et décide de se rendre, pour protéger sa famille.